# Lliga espanyola d'hoquei sobre patins masculina 2016-2017
La Lliga espanyola d'hoquei patins masculina 2016-2017, coneguda com a OK Lliga, és la quarantena vintè edició de la Lliga espanyola d'hoquei patins masculina. La temporada va començar el 24 de setembre de 2016 i va acabar el 3 de juny de 2017, el FC Barcelona Lassa n'és el campió vigent i defensor del títol.

## Equips

### Ascensos i descensos
| Pos | Descensos de OK Lliga   | Punts |
| --- | ----------------------- | ----- |
| 11è | CP Cerceda (renuncieix) | 35    |
| 15è | SHUM Maçanet            | 27    |
| 16è | CP Calafell             | 21    |

| Pos | Ascensos de Primera Divisió | Punts |
| --- | --------------------------- | ----- |
| 2n  | CP Manlleu                  | 51    |
| 3r  | Girona CH                   | 51    |
| 4t  | CP Alcobendas               | 50    |

### Equips Participants
| Equip                   | Ciutat                   | Pavelló             |
| ----------------------- | ------------------------ | ------------------- |
| Reicomsa Alcobendas     | Alcobendas               | José Caballero      |
| Enrile PAS Alcoi        | Alcoi                    | Francesc Laporta    |
| Barcelona Lassa         | Barcelona                | Palau Blaugrana     |
| Recam Làser Caldes      | Caldes de Montbui        | Torre Roja          |
| CityLift Girona         | Girona                   | Pavelló de Palau II |
| Igualada Calaf Grup     | Igualada                 | Les Comes           |
| Liceo                   | La Corunya               | Riazor              |
| ICG Software Lleida     | Lleida                   | Onze de Setembre    |
| Lloret Vila Esportiva   | Lloret de Mar            | Pavelló Municipal   |
| Manlleu                 | Manlleu                  | Pavelló d'Esports   |
| Moritz Vendrell         | El Vendrell              | Pavelló Municipal   |
| Noia Freixenet          | Sant Sadurnì d'Anoia     | Pavelló Olimpic     |
| Reus Deportiu La Fira   | Reus                     | Palau d'Esports     |
| Vic                     | Vic                      | Pavelló Olimpic     |
| Cafès Novell Vilafranca | Vilafranca del Penedès   | Pavelló d'Hoquei    |
| Voltregà                | Sant Hipòlit de Voltregà | Pavelló Municipal   |

### Equips per Comunitat Autònoma
| Regió               | Nombre | Equips |
| ------------------- | ------ | --- |
| Catalunya           | 13     | Barcelona Lassa, CH Caldes, Girona CH, Igualada HC, CE Lleida, CH Lloret, CP Manlleu, CE Vendrell, CE Noia, Reus Deportiu, CP Vic, CP Vilafranca i CP Voltregà |
| Galícia             | 1      | HC Liceo |
| Comunitat de Madrid | 1      | CP Alcobendas |
| País Valencià       | 1      | PAS Alcoi |

## Classificació
| Pos | Equip                       | PJ | PG | PE | PP | GF  | GC  | DG  | Pts | Classificació o descens              |
| --- | --------------------------- | -- | -- | -- | -- | --- | --- | --- | --- | ------------------------------------ |
| 1   | Barcelona Lassa (C)         | 30 | 24 | 3  | 3  | 142 | 65  | +77 | 75  | Classificació per la Copa d'Europa   |
| 2   | Reus Deportiu               | 30 | 20 | 6  | 4  | 137 | 85  | +52 | 66  | Classificació per la Copa d'Europa   |
| 3   | Liceo                       | 30 | 19 | 4  | 7  | 119 | 85  | +34 | 61  | Classificació per la Copa d'Europa   |
| 4   | Vic                         | 30 | 18 | 5  | 7  | 120 | 83  | +37 | 59  | Classificació per la Copa d'Europa   |
| 5   | Voltregà                    | 30 | 15 | 8  | 7  | 86  | 62  | +24 | 53  | Classificació per la Copa de la CERS |
| 6   | Mortiz Vendrell             | 30 | 15 | 6  | 9  | 105 | 93  | +12 | 51  | Classificació per la Copa de la CERS |
| 7   | Igualada Calaf Group        | 30 | 12 | 6  | 12 | 93  | 92  | +1  | 42  | Classificació per la Copa de la CERS |
| 8   | Noia Freixenet              | 30 | 10 | 8  | 12 | 86  | 86  | 0   | 38  | Classificació per la Copa de la CERS |
| 9   | ICG Software Lleida         | 30 | 10 | 6  | 14 | 86  | 104 | −18 | 36  | Classificació per la Copa de la CERS |
| 10  | Enrile PAS Alcoy            | 30 | 9  | 5  | 16 | 93  | 117 | −24 | 32  |                                      |
| 11  | Lloret Vila Esportiva       | 30 | 8  | 6  | 16 | 60  | 93  | −33 | 30  |                                      |
| 12  | Recam Làser Caldes          | 30 | 8  | 8  | 14 | 71  | 86  | −15 | 32  |                                      |
| 13  | Citylift Girona             | 30 | 8  | 5  | 17 | 71  | 99  | −28 | 29  |                                      |
| 14  | Reicomsa Alcobendas (R)     | 30 | 6  | 5  | 19 | 89  | 129 | −40 | 23  | Descens a la Primera Divisió         |
| 15  | Cafès Novell Vilafranca (R) | 30 | 6  | 5  | 19 | 69  | 114 | −45 | 23  | Descens a la Primera Divisió         |
| 16  | Manlleu (R)                 | 30 | 4  | 10 | 16 | 68  | 102 | −34 | 22  | Descens a la Primera Divisió         |